# 912 a.C.
Il 912 a.C. (CMXII a.C. in numeri romani) è un anno  del X secolo a.C.